# Calendário bizantino

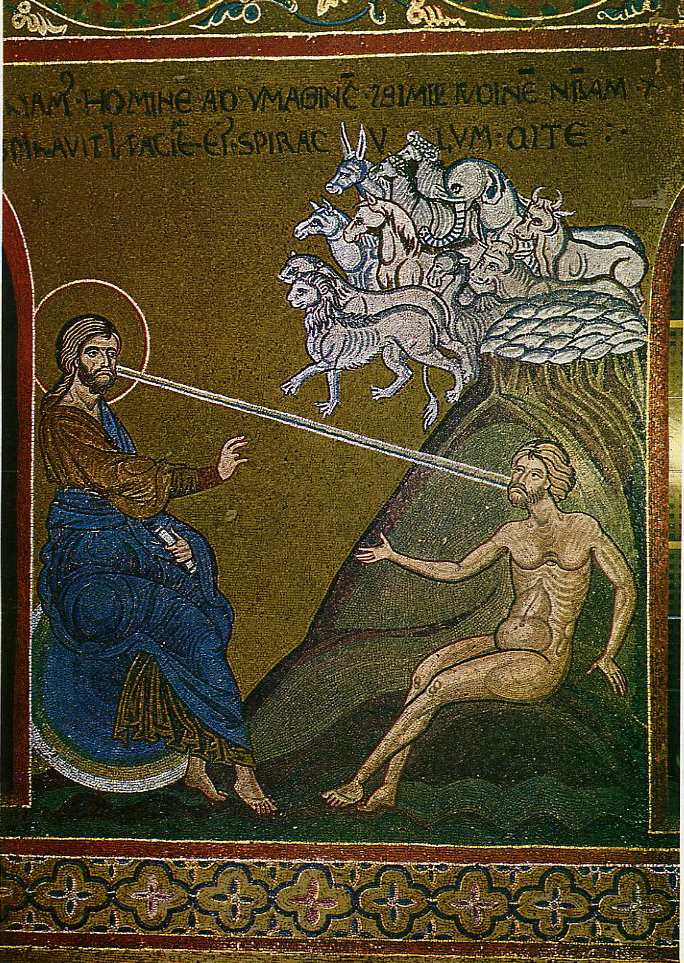
Mosaico bizantino da Criação de Adão (Catedral de Monreale)

O calendário bizantino, também chamado de calendário romano, a Era da Criação de Constantinopla ou a Era do Mundo (em grego clássico: Ἔτη Γενέσεως Κόσμου κατὰ Ῥωμαίους, também Ἔτος Κτίσεως Κόσμου ou Ἔτος Κόσμου; lit. “ano romano desde a criação do universo”, abreviado como ε.Κ.), foi o calendário utilizado pela Igreja Ortodoxa Oriental de c. 691 até 1728 no Patriarcado Ecumênico. Ele também foi o calendário oficial do Império Bizantino de 988 a 1453, e utilizado na Rússia até 1700. Esse calendário também foi utilizado em outras áreas da Comunidade Bizantina, como na Sérvia — onde aparece em antigos documentos legais sérvios, como o Código de Dušan, sendo referido como “Calendário Sérvio”; e hoje ainda é usado na Geórgia junto ao calendário Velho e Novo Estilo.
Esse sistema baseava-se no calendário juliano, exceto pelo fato de o ano começar em 1º de setembro e a contagem de anos utilizar uma era Anno Mundi derivada da versão septuaginta da Bíblia. Ele situava a data da criação 5509 anos antes da encarnação de Jesus, refletindo a tendência presente entre judeus e cristãos antigos de numerar os anos a partir da suposta fundação do mundo (em latim: Annus Mundi ou Ab Origine Mundi — “AM”). Seu “Ano Um”, marcando a suposta data da criação, estendeu-se de 1º de setembro de 5509 a.C. a 31 de agosto de 5508 a.C. Assim, o ano atual (AD 2025) corresponderia a 7533 (7534 depois de 1º de setembro).

## História
A primeira aparição do termo encontra-se no tratado de um monge e sacerdote, Georgios (AD 638–639), que menciona todas as principais variantes da “Era do Mundo” em sua obra. Georgios argumenta que a grande vantagem da Era do Mundo é ter um ponto de partida comum para os ciclos astronômicos lunar e solar, bem como para o ciclo de indição, o método usual de datação em Bizâncio desde o século VI. Ele também considerava essa era a mais conveniente para o cálculo (computus) da data da Páscoa. Para mais detalhes, ver a seção “Calendário bizantino tabular” abaixo. Cálculos complexos dos ciclos lunares de 19 anos e solares de 28 anos nessa era mundial permitiram aos eruditos atribuir significado cósmico a certas datas históricas, como o nascimento ou a crucifixão de Jesus.

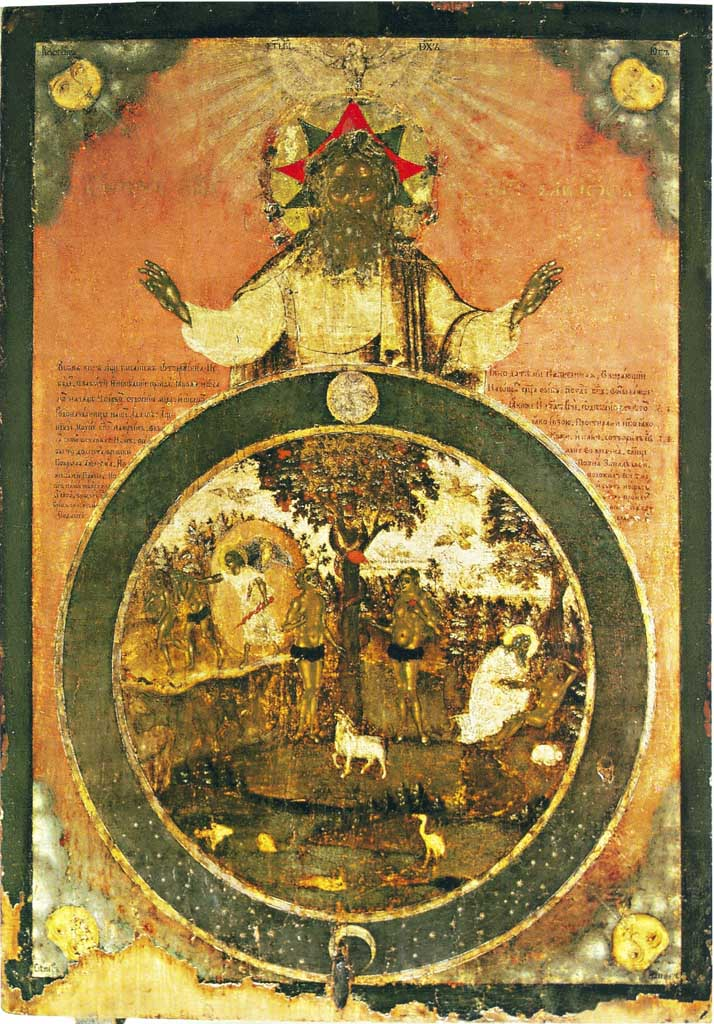
Criação de Adão e Eva (ícone russo, século XVIII)

Essa data sofreu pequenas revisões antes de ser finalizada em meados do século VII, embora seus precedentes tenham sido desenvolvidos por volta de 412 d.C. Na segunda metade do século VII, a “Era da Criação” já era conhecida na Europa Ocidental, ao menos na Grã-Bretanha. No final do século X (por volta de 988 d.C.), quando a era aparece em uso em documentos oficiais do governo, um sistema unificado era amplamente reconhecido em todo o mundo romano oriental.
Por fim, essa era foi calculada para iniciar em 1º de setembro, e considerava-se que Jesus havia nascido no ano 5509 após a criação do mundo. Assim, calculava-se o tempo histórico a partir da criação, e não do nascimento de Cristo, como ocorrera no Ocidente após o sistema Anno Domini ter sido adotado entre os séculos VI e IX. A Igreja oriental evitou o uso do sistema de Dionísio, Dionysius Exiguus, pois a data do nascimento de Cristo ainda era debatida em Constantinopla no século XIV.
O calendário bizantino era idêntico ao calendário juliano exceto por:
os nomes dos meses serem transcritos do latim para o grego; o primeiro dia do ano ser 1º de setembro, de modo que tanto o calendário eclesiástico quanto o civil iam de 1º de setembro a 31 de agosto, algo que permanece como o ano litúrgico ortodoxo;
raramente, se é que acontecia, as datas eram contadas segundo kalends (καλανδαί, kalandaí), nonas (νωναί, nōnaí) e idas (εἰδοί, eidoí) do mês, como no calendário romano; ao invés disso, numeravam-se os dias a partir do começo de cada mês, ao estilo grego, sírio, ou egípcio; sua era baseava-se no ano da criação, contado de 1º de setembro de 5509 a.C. a 31 de agosto de 5508 a.C., e não na fundação de Roma; além disso, os anos também eram contados conforme sua posição na indição e não pelo consulado. O dia bissexto do calendário bizantino era obtido de forma idêntica ao método original romano no calendário juliano, duplicando-se o sexto dia antes das kalends de março, ou seja, duplicando-se 24 de fevereiro.
A “Era Mundial” bizantina foi gradualmente substituída na Igreja Ortodoxa Oriental pela Era Cristã (Anno Domini), que foi adotada inicialmente pelo Patriarca Teófanes I Karykes em 1597, depois pelo Patriarca Cirilo Lucaris em 1626, e formalmente estabelecida pela Igreja em 1728. Enquanto isso, a Rússia, ao receber o Cristianismo Ortodoxo de Bizâncio, herdou o calendário ortodoxo baseado na Era Bizantina (traduzido para o eslavônico). Após a queda de Constantinopla em 1453, a era continuou sendo usada na Rússia, que vivenciou movimentos milenaristas em Moscou no ano 1492 (7000 AM). Somente em 1700 o calendário bizantino na Rússia foi substituído pelo calendário juliano por ordem de Pedro, o Grande. Ainda hoje, forma a base dos calendários ortodoxos tradicionais. Setembro de 2000 d.C. marcou o início do ano 7509 AM.

### A idade do mundo

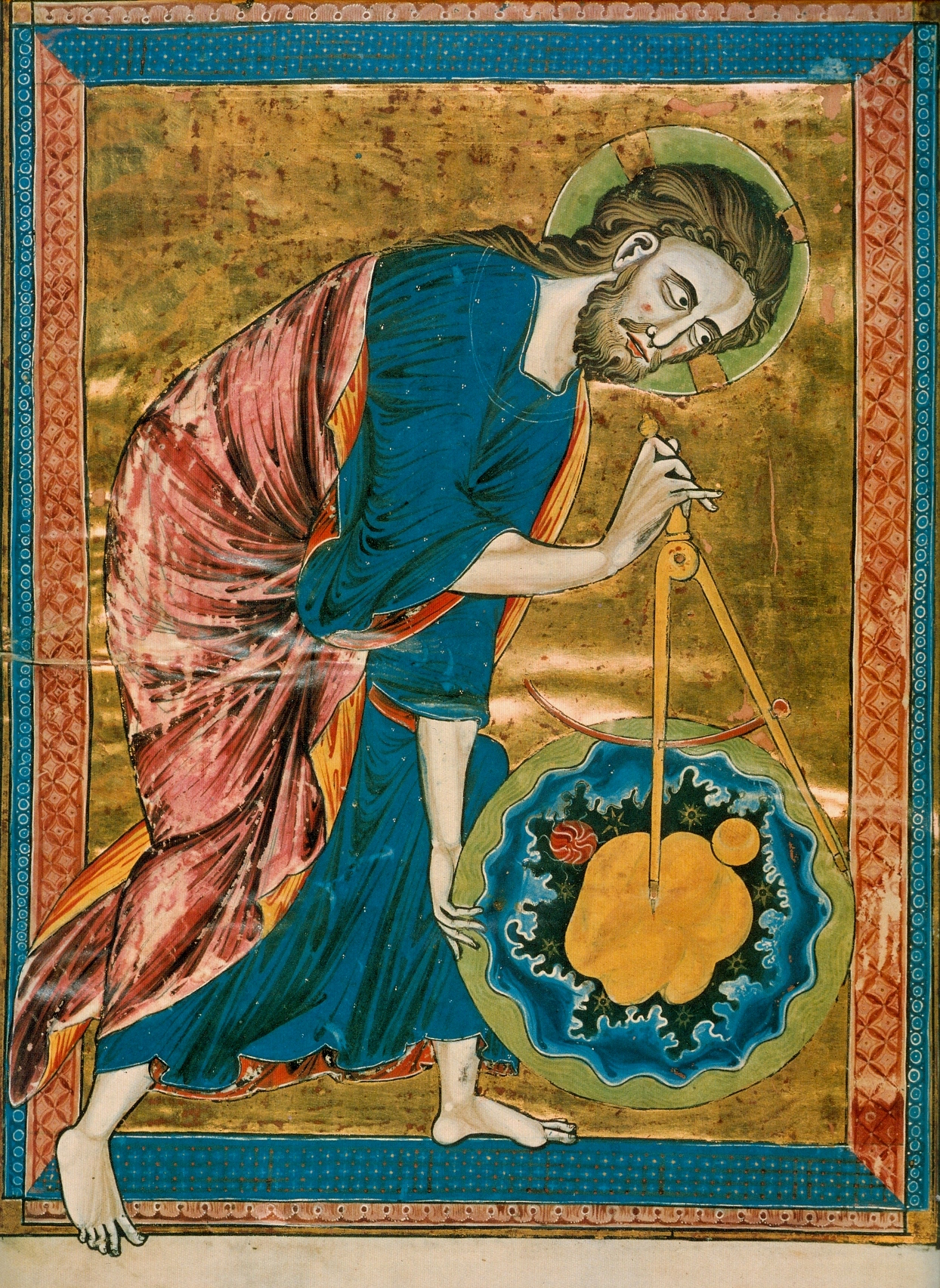
Deus como arquiteto do mundo (frontispício da Bible moralisée, c. 1220–1230)

Os primeiros escritos cristãos existentes sobre a idade do mundo segundo a cronologia bíblica são os de Teófilo de Antioquia (115–181 d.C.) em sua obra apologética To Autolycus, e os de Júlio Africano (200–245 d.C.) em seus Five Books of Chronology. Ambos, seguindo a Septuaginta, concluíram que o mundo teria cerca de 5530 anos por ocasião do nascimento de Cristo.
Ben Zion Wacholder destaca que os escritos dos Padres da Igreja sobre esse tema são vitais (embora ele discorde de seu sistema cronológico baseado na Septuaginta, em oposição ao Texto Massorético), pois, por meio dos cronógrafos cristãos, preservam-se ecos dos cronógrafos bíblicos helenísticos:
Um imenso esforço intelectual foi despendido durante o período helenístico tanto por judeus quanto por pagãos para datar a criação, o dilúvio, o êxodo, a construção do Templo... No decorrer de seus estudos, homens como Taciano de Antioquia (ativo em 180), Clemente de Alexandria (falecido antes de 215), Hipólito de Roma (falecido em 235), Júlio Africano de Jerusalém (falecido após 240), Eusébio de Cesareia na Palestina (260–340) e Pseudo-Justino frequentemente citavam seus predecessores, os cronógrafos bíblicos greco-judaicos do período helenístico, permitindo assim discernir saberes ainda mais antigos.
O autor judeu-helenístico Demétrio, o Cronógrafo (221–204 a.C.) escreveu On the Kings of Judea, focando em exegese bíblica e principalmente na cronologia. Ele calculou a data do dilúvio e o nascimento de Abraão exatamente como na Septuaginta, sendo o primeiro a estabelecer a era “Annus Adami” (Era de Adão), precursora da “Era Mundial” hebraica e das eras “Criação” alexandrina e bizantina.

#### Era Alexandrina
A “Era Alexandrina” (em grego clássico: Κόσμου ἔτη κατ’ Ἀλεξανδρεῖς, Kósmou étē kat'Alexandreîs), desenvolvida por volta de 412 d.C., foi precursora da Era Bizantina. Após as tentativas iniciais de Hipólito de Roma, Clemente de Alexandria e outros, chegou-se ao cálculo de que a criação teria ocorrido em 25 de março de 5493 a.C.
O monge alexandrino Panodoro estipulou que de Adão até 412 d.C. teriam transcorrido 5904 anos. Seu ciclo iniciava em 29 de agosto (30 de agosto se o ano anterior fosse bissexto), equivalente ao Primeiro de Thoth, o ano-novo egípcio. Ariano de Alexandria, porém, preferiu usar o “estilo da Anunciação” como marco do ano-novo (25 de março), deslocando em cerca de seis meses a contagem de Panodoro, de modo que se iniciasse em 25 de março. Assim se definiu a Era Alexandrina, cujo “primeiro dia” correspondia ao primeiro dia do ano civil alexandrino proléptico, em 29 de agosto de 5493 a.C., com o ano eclesiástico começando em 25 de março de 5493 a.C.
Esse sistema apresenta de modo exemplar a coincidência mística de três datas principais da história do mundo: o início da Criação, a encarnação e a Ressurreição de Jesus Cristo. Todos esses eventos ocorreram, segundo a cronologia alexandrina, em 25 de março; além disso, os dois primeiros eventos ficaram separados por exatos 5500 anos; o primeiro e o terceiro aconteceram num domingo — o dia sagrado do início da Criação e de sua renovação em Cristo.
Dionísio de Alexandria sustentava de forma enfática justificativas místicas para a escolha de 25 de março como início do ano: 
25 de março era considerada o aniversário da própria Criação. Era o primeiro dia do ano no calendário juliano medieval e o equinócio vernal nominal (o equinócio real no período em que o calendário juliano foi desenvolvido originalmente). Considerar que Cristo foi concebido nesse dia transformou 25 de março na Festa da Anunciação, que deveria ser seguida, nove meses depois, pela celebração do nascimento de Cristo em 25 de dezembro.
A “Era Alexandrina” de 25 de março de 5493 a.C. foi adotada por padres como São Máximo, o Confessor e São Teófanes, o Confessor, bem como por cronistas como Jorge Sincelo. Seu intenso simbolismo fez com que se tornasse popular em Bizâncio, sobretudo em círculos monásticos. Entretanto, apresentava dois problemas: incertezas históricas quanto à data da Ressurreição de Jesus, conforme determinados pelo cálculo pascal (computus), e uma contradição em relação à cronologia do Evangelho de São João quanto à data da crucifixão de Jesus em uma sexta-feira após a Páscoa.

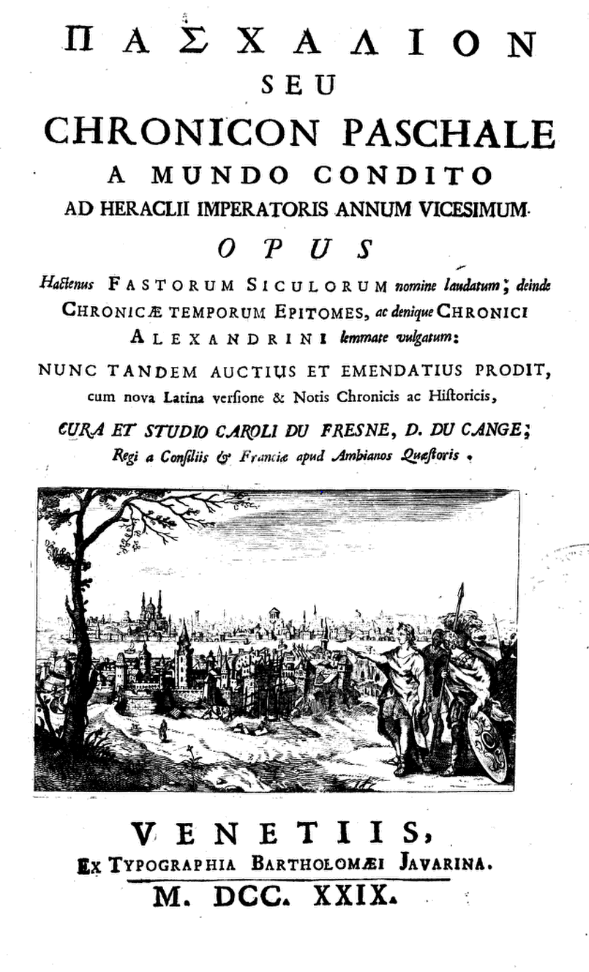
Chronicon Paschale, edição veneziana de 1729

#### Chronicon Paschale
Outra variante da “Era do Mundo” foi proposta no Chronicon Paschale, uma crônica bizantina universal valiosa, composta por volta de 630 d.C. por um representante da tradição acadêmica antioquena. Baseia-se em uma lista cronológica de eventos desde a criação de Adão até o ano 627 d.C. A cronologia do autor fundamenta-se nos números bíblicos e começa em 21 de março de 5507.
Por seu impacto na cronologia cristã grega e também por sua abrangência, o Chronicon Paschale é comparável a Eusébio e à crônica do monge Georgius Syncellus, muito importante na Idade Média; mas em forma literária é inferior a essas obras.
No final do século X, a Era Bizantina (que fora fixada em 1º de setembro de 5509 a.C. ao menos desde meados do século VII, diferindo em 16 anos da data alexandrina e 2 anos do Chronicon Paschale), consolidou-se como padrão de datação por excelência na Ortodoxia calcedônia.

## Relatos nos Padres da Igreja
São João Crisóstomo, na homilia “On the Cross and the Thief”, declara que Cristo “nos abriu hoje o Paraíso, que permaneceu fechado por cerca de 5000 anos”.
Isaac, o Sírio escreve em uma de suas homilias que antes de Cristo “por cinco mil anos, quinhentos e alguns anos, Deus deixou Adão (isto é, o homem) labutar na terra”.
Agostinho de Hipona, na obra Cidade de Deus (413–426 d.C.), declara: “Abdiquemos das conjecturas de homens que não sabem o que dizem quando falam sobre a natureza e a origem da raça humana... São enganados por documentos extremamente mendacios que alegam abranger a história de milhares de anos, mesmo quando, pelos escritos sagrados, verificamos que não se passaram 6000 anos. (Cidade de Deus 12:10).”
Agostinho prossegue, observando que a antiga cronologia grega “não excede a verdadeira contagem da duração do mundo conforme fornecida em nossos documentos (isto é, nas Escrituras), que são verdadeiramente sagrados”.
Hipólito de Roma (c. 170–235), com base bíblica, sustentou que Jesus nascera em AM 5500 e que o nascimento de Cristo ocorrera em um dia pascal, inferindo que a data do mês fosse 25 de março (ver Era Alexandrina). Ele listou intervalos assim:
“...de Adão até o dilúvio, 2242 anos; de lá até Abraão, 1141 anos; depois até o Êxodo, 430 anos; depois até a Páscoa de Josué, 41 anos; depois até a Páscoa de Ezequias, 864 anos; depois até a Páscoa de Josias, 114 anos; depois até a Páscoa de Esdras, 107 anos; e daí até o nascimento de Cristo, 563 anos.”
Em seu Comentário sobre Daniel (um de seus primeiros trabalhos), ele aprofunda as razões para aceitar AM 5500: “Primeiro, cita Êx 25:10s e, apontando que o comprimento, a largura e a altura da arca da aliança somam 5½ cúbitos, diz que isso simboliza os 5500 anos de Adão ao final dos quais o Salvador nasceu. Em seguida, cita Jo 19:14: ‘era cerca da sexta hora’ e, entendendo isso como 5½ horas, atribui mil anos a cada hora da vida do mundo...”.
Cerca de 202 d.C., Hipólito afirmava que Jesus nascera no 42º ano do reinado de Augusto e em AM 5500. Em Comentário sobre Daniel, não era necessário definir o ano exato do nascimento de Jesus; não se preocupava com o dia da semana, a data exata ou mesmo o ano; bastava mostrar que Cristo nasceu nos dias de Augusto em AM 5500.

## Nos documentos oficiais
Em 691 d.C., encontramos a Era da Criação nos Atos do Concílio Quinissexto: 
... a partir do décimo quinto dia do mês de janeiro passado, na última quarta Indiction, no ano seis mil cento e noventa"
Também encontramos essa era na datação da chamada “Carta de três patriarcas” dirigida ao imperador Teófilo (abril, indicação 14, 6344 = 836 d.C.).
No século X, a Era Bizantina é encontrada nas Novellas de 947, 962, 964 e certamente de 988, todas datadas desse modo, assim como em um Ato do Patriarca Nicholaos II Chrysobergos de 987.
João Escilitzes (c. 1081–1118), em sua obra principal Synopsis of Histories — que abrange os reinados dos imperadores bizantinos da morte de Niceforus I em 811 até a deposição de Miguel IV em 1057 — continua a crônica de Teófanes, o Confessor. Ao referir-se ao imperador Basílio, exemplifica a contagem bizantina:
No ano 6508 [1000], na décima terceira indição, o imperador enviou uma grande força contra as posições fortificadas (kastra) búlgaras além das montanhas Balcãs (Haimos),...
Niketas Choniates (c. 1155–1215), às vezes chamado Acominato, foi um historiador grego-bizantino. Sua principal obra é History, em 21 livros, cobrindo o período de 1118 a 1207. Exemplo de datação: ao mencionar a queda de Constantinopla para a Quarta Cruzada, ele escreve: 
A rainha das cidades caiu nas mãos dos latinos em 12 de abril, na sétima indição, no ano 6712 [1204]."
O historiador Doukas, escrevendo por volta de 1460, fornece um relato detalhado da Era da Criação. Embora seu estilo seja simples, sua história é tanto criteriosa quanto confiável, sendo a fonte mais valiosa para os anos finais do Império Bizantino.
De Adão, o primeiro homem criado por Deus, até Noé, em cujo tempo ocorreu o dilúvio, houve dez gerações. A primeira, que veio de Deus, foi a de Adão. A segunda, 230 anos depois, foi a de Set, gerado de Adão. A terceira, 205 anos depois de Set, foi a de Enos, gerado de Set. A quarta, 190 anos depois de Enos, foi a de Cainã, gerado de Enos. A quinta, 170 anos depois de Cainã, foi a de Mahalalel, gerado de Cainã. A sexta, 165 anos depois de Mahalalel, foi a de Jared, gerado de Mahalalel. A sétima, 162 anos depois de Jared, foi a de Enoque, gerado de Jared. A oitava, 165 anos depois de Enoque, foi a de Matusalém, gerado de Enoque. A nona, 167 anos depois de Matusalém, foi a de Lameque, gerado de Matusalém. A décima, 188 anos depois de Lameque, foi a de Noé. Noé tinha 600 anos quando as águas do dilúvio cobriram a terra. Assim, contam-se 2242 anos de Adão até o dilúvio.
Há também dez gerações do dilúvio até Abraão, totalizando 1121 anos. Abraão tinha 75 anos quando se mudou de Mesopotâmia para a terra de Canaã, e após residir lá por 25 anos, gerou Isaque. Isaque teve dois filhos, Esaú e Jacó. Quando Jacó tinha 130 anos, foi para o Egito com seus 12 filhos e netos, em número de 75. E Abraão com sua descendência habitaram na terra de Canaã por 433 anos e, tendo se multiplicado, formaram 12 tribos; contaram-se 600 000, originários dos 12 filhos de Jacó, cujos nomes são: Rúben, Simeão, Levi, Judá, Issacar, Zebulom, Naftali, Gade, Aser, Dã, José e Benjamim.
Dos descendentes de Levi vieram Moisés e Arão; este foi o primeiro do sacerdócio, enquanto Moisés foi escolhido para governar. Aos 80 anos, Moisés atravessou o Mar Vermelho e tirou seu povo do Egito. Esse Moisés floresceu na época de Ínaco [filho de Oceano e rei de Argos], o primeiro rei grego a reinar. Portanto, os judeus são mais antigos que os gregos.
Ficaram no deserto 40 anos, foram governados por Josué, filho de Num, por 25 anos e pelos Juízes por 454 anos até o reinado de Saul, o primeiro rei que instituíram. No primeiro ano do reinado de Saul nasceu o grande Davi. Dessa forma, de Abraão a Davi contam-se 14 gerações, num total de 1024 anos. De Davi até o cativeiro babilônico [586 a.C.], há 14 gerações, num total de 609 anos. Do cativeiro babilônico até Cristo, 14 gerações, num total de 504 anos.

Seguindo a sequência numérica, calculamos 5500 anos do primeiro Adão até Cristo.

## Mentalidade bizantina

### Dias da criação como literais
Até mesmo Padres mais místicos, como São Isaac, o Sírio, aceitavam sem questionar a compreensão comum da Igreja de que “o mundo foi criado mais ou menos em 5500 a.C.”. Conforme observa o Pe. Seraphim Rose: 
Os Santos Padres (provavelmente de modo unânime) certamente não duvidavam de que a cronologia do Antigo Testamento, de Adão em diante, deva ser aceita “literalmente”. Eles não exibiam a obsessão fundamentalista por exatidão cronológica, mas mesmo os Padres mais místicos (São Isaac, o Sírio, São Gregório Palamás etc.) tinham a convicção de que Adão viveu literalmente cerca de 900 anos e de que transcorreram cerca de 5500 anos (“mais ou menos”) entre a Criação e o nascimento de Cristo.
Para os cristãos dos primeiros séculos, a criação do mundo não constituía questão de dogma ou de problema cosmológico. Enquanto parte de uma história centrada no homem, tratava-se de um ato divino cuja realidade não se questionava.

### Horas do dia litúrgico
No período bizantino, o dia dividia-se em dois ciclos de 12 horas, definidos pelo nascer e pelo pôr do sol: “Seguindo o costume romano, os bizantinos começavam o seu dia (nychthemeron) à meia-noite, com a primeira hora do dia (hemera) aparecendo ao amanhecer. A terceira hora assinalava o meio da manhã, a sexta hora o meio-dia e a nona hora o meio da tarde. A tarde (hespera) começava na 11ª hora e, ao pôr do sol, vinha a primeira hora da noite (apodeipnon). O intervalo entre o pôr do sol e o nascer do sol (nyx) também se dividia em 12 horas, além das tradicionais vigílias (vigiliae) romanas.”

### Dias da semana litúrgica
Marcus Rautman explica que a semana de sete dias já era conhecida em todo o mundo antigo. O calendário romano atribuía a cada dia da semana uma divindade planetária. Os bizantinos evitaram esses nomes latinos de conotação pagã, optando por iniciar a semana com o “Dia do Senhor” (Kyriake), seguido por uma sucessão de dias numerados: Deutera (“2º”), Trite (“3º”), Tetarte (“4º”) e Pempte (“5º”), um dia de “preparação” (Paraskeve) e finalmente Sabatton.
Cada dia celebrava um evento da vida de Cristo ou da Theotokos, bem como mártires ou santos cujo culto gradualmente eclipsou festas tradicionais. Kyriake era o dia da ressurreição de Cristo, visto ao mesmo tempo como o primeiro e o oitavo dia da semana, do mesmo modo que Cristo seria o Alfa e Ômega do cosmos, existindo antes e depois do tempo. O segundo dia honrava os anjos, “as luminares secundárias como primeiros reflexos do transbordar primordial de luz”, tal qual Sol e Lua na semana romana. João Batista, o precursor (Prodromos) de Cristo, era celebrado no terceiro dia. Tanto o segundo quanto o terceiro dias eram propícios à penitência. O quarto e o sexto dias honravam a Cruz. O quarto, relacionado à Theotokos e seu lamento pela perda do Filho; o sexto (a Paraskeve), ao dia da Crucificação do Senhor, com cânticos sagrados e jejum. São Nicolau era homenageado no quinto dia da semana, e o Sabatton dedicava-se aos santos e a todos os fiéis defuntos. Essa ordem se mantém na Igreja Ortodoxa e nas Igrejas Católicas Orientais.
Um arranjo especial determinava como os hinos eram cantados a cada dia no ciclo de oito semanas, o “Octoechos”. Esse ciclo começa no primeiro domingo após a Páscoa (“Domingo de Tomé”) e contém textos que refletem o significado de cada dia da semana. Os hinos dessas oito semanas eram executados em oito modos distintos, também chamados Octoechoi.

## Perspectiva histórica e estrutura cognitiva
Segundo a Bíblia de Estudo Ortodoxa: :No que diz respeito a questões sobre a exatidão científica do relato da Gênesis e sobre diferentes visões da evolução, a Igreja Ortodoxa não definiu dogmaticamente nenhum ponto de vista. O que se proclama dogmaticamente é que o único Deus Trino criou tudo o que existe, e que o homem foi criado de modo singular e é o único feito “à imagem e semelhança de Deus” (Gn 1:26,27). :Os versos iniciais do Credo Niceno-Constantinopolitano — a declaração doutrinária central do Cristianismo — afirmam que o único Deus verdadeiro é a fonte de tudo o que existe, visível ou invisível: “Cremos em um só Deus, Pai Todo-Poderoso, Criador do céu e da terra, de todas as coisas visíveis e invisíveis”. Além disso, nossa regeneração em Cristo e a ressurreição dos mortos costumam ser chamadas de “Nova Criação” (2 Cor 5:17; Ap 21:1).
A compilação mais extensa e influente em inglês sobre a visão dos Padres da Igreja primitiva acerca do calendário ortodoxo-bizantino e da cronografia bíblica encontra-se em “Gênesis, Criação e o Homem Primitivo: A Visão Cristã Ortodoxa”, baseada na obra do hieromonge americano Pe. Seraphim Rose, editada pelo abade Damascene Christiansen, 2ª edição de 2011. Ela apresenta a perspectiva patrística de que os “seis dias” são dias literais, juntamente com as visões de personalidades reverenciadas da Ortodoxia até os tempos atuais. Segundo essa perspectiva, na Ortodoxia a natureza do tempo e do espaço antes da Queda permanece um mistério além do alcance humano, sustentando tanto a visão bizantina quanto a distinção pela qual não se busca compreender racionalmente a condição do homem pré-queda, inclusive cronologicamente, diferente de alguns criacionistas protestantes. Mesmo assim, o Pe. Seraphim via certas críticas do “criacionismo” protestante e do “design inteligente” à ciência ocidental moderna como úteis para questionar pressupostos culturais dessa ciência, que em sua visão limitariam a apreensão espiritual encontrada no ensino ortodoxo não ocidental. Um resumo recente do trabalho do Pe. Seraphim Rose foi apresentado pelo padre ortodoxo e pesquisador em literatura ambiental Paul Siewers.
De acordo com o Pe. Stanley Harakas, a descrição bíblica da criação não é um “relato científico”. Não se lê Gênesis buscando conhecimento científico, mas sim para alcançar verdades espirituais e revelação divina. A perspectiva físico-científica das origens do homem, embora relevante, é secundária frente à mensagem central da Igreja. Nela, a figura de Adão, criado à imagem e semelhança de Deus e representando a humanidade caída, contrasta com o novo Adão, Jesus Cristo, “o princípio”, o primogênito dentre os mortos (Cl 1:18) e as “primícias” dos que estavam mortos e agora vivem (1Co 15:20–23).
O protopresbítero Dr. Doru Costache argumenta em “The Orthodox Doctrine of Creation in the Age of Science” (2019) que o Cristianismo Ortodoxo jamais promulgou um dogma de criação que estabeleça, de modo normativo, suas visões a respeito disso, embora possua uma teologia do mundo bem definida. Sem mencionar diretamente a cronologia bizantina, sustenta que a doutrina ortodoxa da criação é amplamente compatível com a representação científica contemporânea da realidade, sugerindo ainda que a doutrina deve manter a capacidade de se adaptar à medida que o contexto cultural muda. Ele afirma que o criacionismo moderno surgiu em ambientes alheios à visão de mundo ortodoxa e não há registro de um repúdio total à cultura na tradição patrística. Na verdade, desde o surgimento do Cristianismo no oriente, a teologia ortodoxa interagiu com as ciências disponíveis e os cenários culturais de cada época. Essa interação prosseguiu ao longo da era bizantina, quando floresceram pesquisas e inovações. Em contraste com o criacionismo, que pressupõe um mundo jovem formado unicamente pela ação divina a partir de uma matéria inerte, a doutrina ortodoxa tradicional enfatiza a distinção entre os atos divinos de criação e de organização. Segundo Costache, a cosmovisão “sobrenaturalista” do criacionismo foi descartada indiretamente pela Igreja Ortodoxa no século VII como monoenerguismo. Ele, assim, apoia a visão de um universo em expansão, iniciado há bilhões de anos, caracterizado por homogeneidade, movimento, mudança e complexidade.
O pesquisador Alexander V. Khramov (Ph.D.) aborda a relação entre a fé cristã e a teoria da evolução em “Fitting Evolution into Christian Belief: An Eastern Orthodox Approach” (2017). Ele observa que aqueles que buscam harmonizar os dois sistemas usualmente recorrem ao evolucionismo teísta (TE), mas que, se partirmos do pensamento patrístico grego, encontramos outra forma de integrar a evolução na fé cristã. Citando padres como São Gregório de Nissa e São Gregório, o Teólogo, defende que o mais importante não é o processo da criação, mas sim o modo como os Padres entendiam seu resultado. Deus não teria criado os humanos em sua condição corporal atual; pelo contrário, os seres humanos pré-lapsarianos (antes da Queda) possuíam corpos espirituais e viviam de modo angélico, tendo “entrado” na existência orgânica — e no próprio tempo — só após a Queda, que ocorreu antes do começo do universo conhecido. Logo, é coerente supor que a evolução tenha começado no mundo decaído; e os evolucionistas teístas não podem igualar os primeiros membros do Homo sapiens aos humanos criados por Deus no sexto dia para viverem no Paraíso. Os seis dias da criação e demais acontecimentos anteriores à expulsão do Éden estão além do que a ciência pode investigar. Não há razão para conflito.
O professor Pe. Arsenius John Baptist Vuibert (S.S.) (século XIX) assinalou que as cronologias bíblicas apresentam incertezas devido a discrepâncias numéricas em Gênesis e a outros fatores, levando a centenas de cronologias diferentes propostas por estudiosos. No caso dos Padres do Sexto Concílio Ecumênico, que situaram 5509 a.C. como a criação do homem, ele aponta que foi principalmente para satisfazer o desejo imperial de definir uma era ou referência histórica conveniente. Assim, seria uma decisão de caráter histórico e não teológico, não envolvendo fé nem moral. Em sua própria obra, Vuibert adotou a Cronologia Beneditina de 4963 a.C.
Segundo a nona edição da Encyclopædia Britannica, no verbete sobre a “Era da Criação do Mundo”,  fr afirma no prefácio de seu Chronologie de l’Histoire Sainte (Berlim, 1738) que compilou mais de duzentas propostas, variando de 3483 a 6984 anos entre a criação do mundo e o início da era cristã. Trata-se, portanto, de uma época meramente convencional e arbitrária, para a qual não há debate profícuo.
Historicamente, ao passo que funcionários e cronistas bizantinos se preocupavam com as ambiguidades entre sistemas de datação distintos, isso importava pouco para a maioria das pessoas, que regiam seu tempo pela sucessão ordenada das estações agrícolas, festas religiosas, feriados, ciclos climáticos e anos que manifestavam a ordem divina (Taxis) do mundo.

## Resumo
Dado que os métodos gregos e romanos de contagem do tempo vinculavam-se a certos ritos e observâncias pagãos, os cristãos passaram cedo a adotar o costume hebraico de numerar os anos desde a hipotética criação do mundo.
Atualmente, as duas principais datas de criação no modelo bíblico são cerca de 5500 a.C. e 4000 a.C., derivadas das genealogias em duas versões do texto bíblico, sobretudo por divergências em Gênesis. As datas mais antigas, sustentadas pelos Padres da Igreja na Era Bizantina (e na Era Alexandrina), baseiam-se na Septuaginta grega. Já as mais recentes, como na Cronologia de Ussher e no Calendário Hebraico, utilizam o Texto Massorético hebraico.
Os Padres tinham plena consciência da diferença de algumas centenas de anos entre a cronologia grega e a hebraica do Antigo Testamento, e isso não os perturbava; não discutiam anos exatos nem se preocupavam se o calendário padrão era rigoroso “até o ano preciso”. Bastava que fosse inegavelmente questão de alguns poucos milhares de anos, abarcando a vida de pessoas específicas, e que não pudesse em hipótese alguma significar milhões de anos ou múltiplas eras e “raças” humanas.
Até hoje, alguns ortodoxos tradicionais empregam a contagem bizantina da “Era do Mundo” ao lado do Anno Domini (AD). Ambas podem aparecer em pedras fundamentais de igrejas, calendários e documentos formais. O ano litúrgico ainda inicia em 1º de setembro (ou em 14 de setembro no calendário gregoriano, no caso das igrejas que seguem o calendário juliano). Em setembro de 2024, inicia-se o ano 7533 dessa era.

## Calendário bizantino tabular
O calendário bizantino tabular é usado para calcular a data da Páscoa. Ele remonta a 284 d.C., quando a lua nova ocorreu no quinto dia epagomenal do calendário alexandrino (28 de agosto). Eusébio (vii.32) relata que Anatólio de Laodiceia foi o primeiro a organizar o ciclo de 19 anos (quando a lua nova retorna à mesma data juliana) para fins eclesiásticos. Anatólio afirma ter posicionado a lua nova do primeiro ano de seu ciclo no equivalente alexandrino de 22 de março, dia do equinócio vernal. No calendário juliano, o equinócio retrocede um dia a cada 128 anos; no tempo do Primeiro Concílio de Niceia (325 d.C.), ocorria em 21 de março. Em 22 de março, isso equivalia a 26 de Phamenoth no calendário alexandrino.
Não se permitia que o ano-novo lunar começasse antes de 15 de Thoth (12 de setembro, ou 13 se o ano seguinte fosse bissexto), nem que o mês no qual se celebrava a Páscoa se iniciasse antes de 12 de Phamenoth (8 de março). Como a lua cheia pascal (a que precede a Páscoa) corresponde ao 14º dia do mês lunar, sua data mais precoce seria 25 de Phamenoth (21 de março), com a Páscoa ocorrendo, no mais cedo, em 26 de Phamenoth (22 de março), e no mais tarde, em 30 de Pharmouthi (25 de abril). Portanto, o mês pascal não poderia começar depois de 10 de Pharmouthi (5 de abril), e a lua cheia pascal não iria além de 18 de abril (23 de Pharmouthi).
Se, ao término do décimo segundo mês lunar, o mês seguinte começasse antes de 15 de Thoth, adicionava-se um mês de 30 dias, fazendo a Páscoa saltar nos anos 3, 6, 9, 11, 14, 17 e 19 do ciclo. O dia lunar do sexto dia epagomenal (tido como o primeiro de um ano bissexto) era igual ao do dia anterior. Os meses alexandrinos, cada um com 30 dias, são:
Thoth
Phaophi
Athyr
Choiac
Tybi
Mechir
Phamenoth
Pharmouthi
Pachom
Payni
Epiphi
Mesore
O primeiro mês lunar tinha 29 dias; os seguintes alternavam 30 e 29. Assim, o sexto mês lunar (anterior ao mês pascal) tinha 30 dias, minimizando o risco de a Páscoa coincidir com a judaica. Esse calendário adota o ciclo calípico (76 anos), no qual o ano lunar tem média de 365,25 dias, mas, sob esse arranjo, a média do ano lunar torna-se 366,25 dias. Assim, no 19º ciclo, quando o 11º mês lunar começava em 7 de Mesore e tinha 29 dias, o mês seguinte (iniciando em 1 de Thoth) também ficava com 29 dias (saltus lunae), e o primeiro mês do novo ano lunar iniciaria em 30 de Thoth. No século VI, depois de se aceitar que não importava mais se o aniversário de Roma (23 de abril) caía na Quaresma, a Igreja romana abandonou seu próprio método (Supputatio Romana) em favor do alexandrino, recastando os meses lunares para que começassem em datas definidas no calendário juliano. Embora a Páscoa continuasse avançando nos anos 3, 6, 8, 11, 14, 17 e 19 do ciclo, os meses extras distribuíam-se com mais regularidade, geralmente ocultos nos meses julianos que continham duas luas novas:
Ciclo 3 – 1 de janeiro
Ciclo 5 – 2 de setembro
Ciclo 8 – 6 de março
Ciclo 11 – 3 de janeiro
Ciclo 13 – 31 de dezembro
Ciclo 16 – 1 de setembro
Ciclo 19 – 5 de março